# Obereggersberg
Obereggersberg ist ein Gemeindeteil der Stadt Riedenburg im Landkreis Kelheim in Niederbayern. Obereggersberg war bis 1972 Sitz der eigenständigen Landgemeinde Eggersberg.

## Geographie
Das Kirchdorf Obereggersberg liegt auf der Gemarkung Eggersberg am oberen Rand des Altmühltals über dem im Talgrund liegenden Dorf Untereggersberg.

## Geschichte
Im Ort liegen die  im 13. Jahrhundert erbaute und erstmals 1326 als „Feste Eggersberg“ erwähnte Burgruine Eggersberg und das Schloss Eggersberg. 1491 wurde die Burg im Zuge des Löwlerkrieges durch Herzog Albrecht IV. zerstört und nach Ausbesserungsarbeiten 1613 abgebrochen. Um 1600 kam es zu einem Neubau eines Schlosses 100 m südlich der Burgruine. Die geschlossene Hofmark Eggersberg der Freiherren von Bassus mit ihren Teilen Thann, Harlanden, Georgenbuch, Oberhofen, Untereggersberg und Tachenstein hatte bis zur Revolution 1848 die damit verbundene niedere Gerichtsbarkeit.
Durch die Eingemeindung der durch das bayerische Gemeindeedikt 1818 gebildeten Landgemeinde Eggersberg mit den Teilorten Obereggersberg (Gemeindesitz), Georgenbuch, Harlanden, Oberhofen und Untereggersberg kam Obereggersberg am 1. Januar 1972 zur Stadt Riedenburg.

## Sehenswürdigkeiten
- Burgruine Eggersberg
- Schloss Eggersberg
- Alter Pfarrhof mit Pfarrhofkapelle